# 三选改宪
三选改宪（韓語：삼선 개헌）是指1969年韩国宪法修正案，这是韩国历史上第6次修改宪法，称为“三选”是因为当时韩国总统朴正熙谋求第三次參選總統，以獲得第三个总统任期，于是对宪法中总统两届任期限制的条款发起修改。1969年9月14日，修宪在韩国国会通过，並於10月17日在全民公投中通过。1971年朴正熙得以第三次当选总统，使朴正熙执政继续延续。

## 背景
1962年朴正熙军政府（國家重建最高會議）制定并经全民投票通过了第三共和国宪法，总统任期规定为4年（第69条第1款），并规定总统只能连任1次（第69条第3款）。朴正熙在1967年5月总统选举再次当选，根据宪法，1971年4月任期届满后，他将不能再次参选。为了谋求第三个任期，朴正熙开始预备修宪，招致在野党新民党、知识分子、学生的强烈反对，在执政党共和党内部也有不少反对声音，甚至包括被认为是朴正熙有力接班人的金鍾泌。

## 经过

### 改宪讨论
1969年1月7日，民主共和党议长代理尹致暎在新闻发布会上说“为了韩国历史开始以来的伟人——朴正熙总统能继续负责政权，有必要对宪法进行修改”。以此为契机，三选改宪话题开始进入公众视野，作为改宪的理由，政府与执政党认为，韩国在应对北朝鲜挑衅的同时，要实现祖国的现代化，需要强有力的领导，考虑到这些情况，除了朴正熙总统别无他人。1月10日朴正熙在记者会上表示“如果没有特殊情况，任期内没有修宪的想法。如果有必要的话，到今年年底或明年年初再讨论也不迟”，表现出谨慎应对舆论的动向，同时对公众舆论加以关注并引导。

### 执政党4・8抗命事件
1967年大韓民國國會選舉中，朴正熙所屬的执政党获得足以修宪的三分之二以上席位，但在党内对修宪分成了两派，以金锺泌为首的反对修宪派（主流派），和支持修宪的反金锺泌派（反主流派），两派处于激烈冲突中。1968年4月8日，在野党新民党提出权五柄部长解任案，执政党金锺泌派系的议员叛变，最终解任案超过半数被通过，显示了金锺泌派系不可低估的力量。事件被称为“4・8抗命事件”，事后朴正熙大为震怒，下令党规委员会彻查并严惩当事人，4月15日梁淳植等5名金锺泌派系国会议员被开除党籍，此外在7月12日举行的党规委员会会议上，11名党中央委员、4名地区副主席等96人被除名，执政党内部反对声音从而被肃清。

### 在野党新民党反应
在野党新民党强烈反对修宪，总务金泳三在新闻发布会上说“新民党反对任何形式的修宪”，在修宪案提交国会后发表声明表示“现行宪法是当时军事政权，朴正熙政府制定的，尽管如此，为了延长政权试图自行修宪违反了民主主义规则，李承晚政权为了长期执政修宪而最后崩溃，朴政权也应当吸取李承晚政权的惨痛经验，避免重蹈李承晚的覆辙”。总裁俞镇午也表示“新民党赌上党的命运，展开阻止总统三选改宪的斗争”，以此表明对抗的态度。此外，在党中央，各市道支部、地区支部设立了阻止改宪的党内委员会，并组成团结党外宗教人士、学者、知识分子和学生等国民的超党派机构。
此外，以学生、知识分子为中心发起了反对三选改宪的运动，1969年6月开始，学生们反对修宪的示威游行连续不断。从6月27日到7月3日期间，仅在首尔市内就有12所大学的3万3千余名大学生参加示威活动（警方数字）。6月5日，新民党、根据《政治净化法》被解除政治活动限制的人士、在野人士，组成了“反对三选改宪泛国民斗争委员会”。6月20日，金泳三被数名歹徒袭击受伤，导致局势更加紧张。

### 提出修宪案
4・8抗命事件后，围绕修宪矛盾激化的共和党内部，金锺泌派与反金锺泌派达成妥协。最终，修宪案得以提交国会，此外因为1968年国民福祉研究会事件而退出政界的金锺泌，于1969年4月重返政界，开始推进三选改宪。朴正熙于7月25日作出修宪的最终决定，即“7.25谈话”，共和党于7月29日召开所属议员开会，30日全体一致达成修宪提议决定案。

### 修宪内容
- 增加国会议员数量（从原来的150～200人增加至150～250人）
- 允许国会议员兼任国务委员
- 总统弹劾案提出从原来的30人以上增加到50人以上（使弹劾条件严格化）
- 关于总统任期，改为允许连任2次。（最多3届任期）

### 强行表决
修宪案在得到122名国会议员签名后提交给国会，其中包括了3名反对党新民党议员的签名，而执政党民主共和党则有2名议员拒绝签署。由于新民党内部出现了倒戈支持执政党修宪提案的议员，新民党决定利用宪法第38条的规定对这3名支持修宪的议员进行处分，该条规定当政党解散时其所属议员将失去议员职务。为了执行这一处分措施，除这3名议员外，新民党所有议员集体退党并在9月7日解散了新民党，在此期间，这些新民党议员注册了一个名为“新民会”的院内协商团体。随后，“新民会”的议员们重新成立了新民党，表明了强烈的反对修宪的立场。然而，9月14日凌晨2点在国会第三分馆，执政党议员秘密聚集起来开会修宪，短短2分钟内就强行通过了修宪案（122票赞成，0票反对），尽管新民党的议员此时正继续占据国会主议场以示抗议。

### 公投通过修宪案
修宪案在国会通过后，政府将宪法修正案提交给全民公投。尽管在野党和学生强烈反对“变相表决无效”，但在10月17日举行的全民公投中，以65.1％选民支持通过了修宪案，朴正熙因此得以在1971年第三次当选总统。
公投结果（1969年10月17日）
选民投票率：77.1%（投票人数：11,604,038名）
|             |             | 票数       | 占有效票数比例 | 占总票数比例 |
| ----------- | ----------- | ---------- | -------------- | ------------ |
| 有效票      | 赞成(A)     | 7,553,655  | 67.5%          | 65.1%        |
| 有效票      | 反对票(B)   | 3,636,369  | 32.5%          | 31.3%        |
| 有效票      | 小计(A+B)   | 11,190,024 |                |              |
| 无效票(C)   | 无效票(C)   | 414,014    |                | 3.6%         |
| 合计(A+B+C) | 合计(A+B+C) | 11,604,038 |                |              |

韩国中央选举管理委员会：历代选举情况 Archive.today的存檔，存档日期2012-09-03

## 影响
由于對朴正熙強推三選改憲的不滿，朴正熙在1971年大韓民國總統選舉僅險勝，同年國會選舉民主共和黨更是失去2/3多數，使朴正熙通過修憲繼續執政的可能性被阻斷，成為朴正熙後續發動十月維新的背景。